# Hans Wachtmeister (död 1590)
Hans Wachtmeister, född under förra delen av 1500-talet, död 5 maj 1590 i Narva, var en svensk militär. Han blev stamfar för den svenska adelsätten Wachtmeister.

## Biografi
Hans Wachtmeister var av balttysk härkomst, och trädde efter en tid i tysk tjänst omkring 1569 i svensk tjänst som ryttmästare vid de tyska legotrupperna. Efter en revolt från dessas sida tvingades han fly från Sverige men var 1573 på nytt i svensk tjänst. I spetsen för en ryttarfana gjorde han sedan flera bemärkta insatser och knöts därigenom mer och mer till Sverige, särskilt som han för sina fordringar på kronan erhöll jordegendomar i Sverige. 
Både staden Reval och Johan III uppskattade hans förtjänster och den senare upphöjde honom 1578 till adligt stånd. Både i slaget vid Aa 1578 och erövringarna av Kexholm 1580 och Narva 1581 visade han prov på mod och skicklighet. 1581 utnämndes Wachtmeister till "fältmarkskalk" det vill säga högste befälhavare över rytteriet, men han användes därefter främst i diplomatiska uppdrag. Sedan han 1583 deltagit i fredsförhandlingarna med Ryssland, stannade han i svensk tjänst och genomförde bland annat det svåra uppdraget att avdanka legotrupperna och deltog i det svenska reorganiseringsarbetet i Estland. 
Under fortsatt åtnjutandet av Johan III:s nåd blev han under följande åren hågkommen vid utdelningen av olika belöningar. I motsats till flera andra ledande inom det svenska krigsbefälet kom det ingen brytning mellan kungen och Wachtmeister efter kungens dramatiska vistelse i Reval 1589.